# Valentina Ivanovna Islamova-Brik
Valentina Ivanovna Islamova-Brik (oroszul: Валентина Исламова-Брик) (1992. március 18. –) orosz származású, 2018-tól kazak színekben versenyző, honosított kazak szabadfogású birkózónő. A 2019-es birkózó-világbajnokságon bronzérmet szerzett 50 kg-os súlycsoportban, szabadfogásban. A birkózó Ázsia-bajnokságokon 2019-ben bronzérmet szerzett. A 2015-ös Európa Játékokon bronzérmes lett a 48 kg-os súlycsoportban.

## Sportpályafutása
A 2019-es birkózó-világbajnokságon a selejtezőben a francia Julie Martin Sabatie volt ellenfele. Az eredmény 11-0. A nyolcaddöntők során a fehérorosz Kszenia Sztankevics volt ellenfele, akit 12-0-ra legyőzött. A negyeddöntőben a török Evin Demirhan volt az ellenfele, akit 13-2-re legyőzött. Az elődöntőben a román Alina Emilia Vuc volt az ellenfele, aki 6-6-ra legyőzte. (Döntetlen esetén az utolsó akciópont szerzője nyeri a mérkőzést, vagy technikai pontozás szerint magasabb értékű akciókat mutatott be a győztes.)
Az 50 kg-osok súlycsoportjában megrendezett bronzmérkőzés során az ukrán Okszana Vaszilivna Livacs volt ellenfele, akit 5–0-ra legyőzött.